# Siloams dam
Siloam dam er en arkæologisk udgravning i den sydlige ende af Davidsbyen i det nuværende Jerusalem, på den sydlige skråning, Ofel. Dammen modtog vand fra Gihonkilden, som udspringer uden for Jerusalems bymur. Den blev, og bliver stadig, ført af Hizkijas tunnel (ca. 700 f.Kr.), som dateres til mellemste bronzealder, under bjerget og ind til dammen.